# Храми Маріуполя
Хра́ми Маріуполя — перелік храмів та релігійних установ міста Маріуполь. Найбільшою групою з них є православні конфесії: Українська православна церква Московського патріархату та Православна церква України. Також у Маріуполі проживають мусульмани.

## Християнство

#### Українська православна церква (Московський патріархат)
| Назва                                           | Зображення | Адреса                      | Координати | Дата спорудження | Архітектор | Примітки                                                |
| ----------------------------------------------- | ---------- | --------------------------- | ---------- | ---------------- | ---------- | ------------------------------------------------------- |
| Свято-Микільський кафедральний собор            |            | Кальміуська вулиця, 114     |            |                  |            |                                                         |
| Храм святого рівноапостольного князя Володимира |            | вул. Київська, 45           |            |                  |            | На честь Рівноапостольного, князя Київського Володимира |
| Свято-Миколаївський храм                        |            | просп. Нахімова, 37А        |            |                  |            |                                                         |
| Собор Архистратига Михайла                      |            | вул. Воїнів-Визволителів, 3 |            |                  |            |                                                         |
| Храм Святого Олександра Невського               |            | вул. Савчука, 41            |            | 2017             |            | На честь князя Олександра Невського                     |
| Храм Покрови Пресвятої Божої Матері             |            | вул. Савчука, 41            |            | 2020             |            | На честь Покрови Пресвятої Божої Матері                 |
| Свято-Троїцький храм                            |            | вул. Троїцька, 46           |            |                  |            |                                                         |

#### Православна церква України
| Назва                             | Зображення | Адреса                 | Координати | Дата спорудження | Архітектор | Примітки                                                            |
| --------------------------------- | ---------- | ---------------------- | ---------- | ---------------- | ---------- | ------------------------------------------------------------------- |
| Храм-каплиця Архистратига Михайла |            | вул. Нахімова          |            | 2019             |            | На честь Архистратига Михайла. Присвячений загиблим правоохоронцям. |
| Храм святої княгині Ольги         |            | проїзд Металургів, 215 |            |                  |            | На честь рівноапостольної, княгині Київської Ольги                  |
| Храм святого Петра Могили         |            | просп. Нахімова, 3     |            |                  |            | На честь митрополита Київського Святого Петра Могили                |
| Храм великомученика Пантелеймона  |            | вул. Успенська, 5      |            |                  |            | На честь святого зцілювача Пантелеймона                             |

#### Католицька церква
| Назва                               | Зображення | Адреса             | Координати | Дата спорудження | Архітектор | Примітки |
| ----------------------------------- | ---------- | ------------------ | ---------- | ---------------- | ---------- | -------- |
| Каплиця Матері Божої Ченстоховської |            | вул. Бестужева, 60 |            | 2003             |            | РКЦ      |
| Храм Преображення Господнього       |            | вул. Грецька, 156  |            | будується        |            | УГКЦ     |

### Протестантизм
| Назва                                                    | Зображення | Адреса                | Координати | Дата спорудження | Архітектор | Примітки |
| -------------------------------------------------------- | ---------- | --------------------- | ---------- | ---------------- | ---------- | -------- |
| Церква Христа Спасителя Євангельських християн-баптистів |            | Морський бульвар, 44  |            |                  |            | ЄХБ      |
| Церква Євангельських християн-баптистів                  |            | вул. Карасівська, 22  |            |                  |            |          |
| Церква "Віфанія"                                         |            | вул. Волочаєвська, 91 |            |                  |            | ЄХБ      |

## Іслам
| Назва                                 | Зображення | Адреса | Координати                                                                  | Дата спорудження | Архітектор | Примітки |
| ------------------------------------- | ---------- | ------ | --------------------------------------------------------------------------- | ---------------- | ---------- | -------- |
| Мечеть султана Сулеймана та Роксолани |            |        | 47°4′38.23″ пн. ш. 37°31′8.6″ сх. д. / 47.0772861° пн. ш. 37.519056° сх. д. | 2005-2007        |            |          |

## Колишні

### Православні
| Назва                                                          | Розташування                                                              | Короткі відомості | Зображення |
| -------------------------------------------------------------- | ------------------------------------------------------------------------- | --- | ---------- |
| Катерининська (Грецька) церква                                 | площа Визволення                                                          | Закладена Митрополитом Ігнатієм в 1780 році як соборна церква для грецького товариства в ім'я священномученика Харлампія. У 1786 році в Харлампіївській церкві був похований Митрополит Ігнатій. Після зведення у 1845 році Харлампіївського собору цей перший в Маріуполі християнський храм став називатися Катерининською церквою. У 1868 році її відремонтували, і по святах у ній відбувалася літургія грецькою мовою. У народі Катерининську церкву називали грецькою. Знесена в 1930-ті роки. |            |
| Харлампієвський собор                                          | площа Визволення, на місці сучасного будинку ДТСААФ                       | Харлампієвська соборна церква була мала і тісна навіть для нечисленного населення Маріуполя XVIII століття, тому поруч з нею почали будувати нову. Споруджували її понад двадцять років. У 1845 році в центрі Маріуполя був освячений чудовий храм у візантійському стилі з трьох прибудов. Центральний боковий вівтар було зведено в ім'я великомученика Харлампія, від чого й весь собор став називатися Харлампіївський, правий — на честь Георгія Побідоносця, а лівий — був присвячений святителю Миколі, на згадку про запорізьку Свято-Миколаївську церкву. У 1891—1892 роках побудували нову дзвіницю і з'єднали її з церквою. Тепер Харлампіївський собор вміщував вже п'ять тисяч чоловік одночасно. Це було найбільше приміщення в історії Маріуполя. Харлампіївський собор став осередком майже всіх святинь і національних цінностей маріупольських греків. Зокрема, тут зберігалася чудотворна ікона Георгія-Переможця, ставилася, за переказами, до 1891 року. Собор знесений у 1930-ті роки. |            |
| Капличка                                                       | на перетині нинішніх проспекту Миру і вулиці Карла Маркса, біля Держбанку | Побудована за постановою міської думи в пам'ять порятунку 29 квітня 1891 року в Японії спадкоємця Олександра Олександровича (у майбутньому останнього російського царя Миколи II). На початку 1930-х років, коли по центральній вулиці Маріуполя прокладали трамвайну лінію в гавань Шмідта, капличку знесли. |            |
| Марії-Магдалинівська церква                                    | Театральний сквер                                                         | Першу церкву на честь Марії Магдалини, закладену губернатором В. О. Чертковим, опечатали в 1891 році, а потім і розібрали. Але парафіяни вирішили цей храм відродити і почали збір пожертвувань. Тоді ж було визначено нове місце храму — Александровська площа (нині Театральний сквер). Однак фундамент нової Марії-Магдалинівської церкви заклали тільки через сім десятиліть — в 1862 році. Ще 35 років пішло на будівництво цього храму. Він був освячений у 1897 році. Тоді ж навколо храму був закладений сквер, що в наші дні став улюбленим місцем відпочинку маріупольців. У Марії-Магдалинівській церкві серед інших цінностей зберігалася запрестольна ікона Спасителя часів запорізьких козаків. Храм був знесений у першій половині 1930-х років. У 1960 році на місці Марії-Магдалинівської церкви було зведено будівлю драматичного театру. |            |
| Успенська церква                                               | біля автовокзалу, на місці середньої школи № 36                           | Перебувала на Успенській площі Мар'їнки, колись окраїнного поселення Маріуполя. На сучасній карті Маріуполя ця площа позначена без назви. На ній розташований міжміський автовокзал. Закладена церква в 1780 році митрополитом Ігнатієм, але вже через 14 років вона занепала. Новий Успенський храм освятили в 1804 році, але і ця будівля виявилося недовговічною. Кілька десятиліть потому знесли другу будівлю і збудували третю, яку освятили у 1887 році. В Успенській церкві перебувала особливо шанована ікона Божої матері Одигітрії, вивезена греками із Криму. Вона вважалася чудотворною і віруючі йшли до неї з різних країв цілий рік, а до храмового свята 15 серпня збиралися десятки тисяч. Всі маріупольські храми були побудовані на кошти місцевих парафіян; крім Успенської церкви, яку звели виключно «на кошти притікаючих на поклоніння». Риза ікони Божої матері Одигітрії була "… вишита з перлів, місцями перли рідкісної величини, і обсипана діамантами, алмазами та іншими дорогоцінними каменями — свідчить старовинне джерело і повідомляє про цю ризу: «Прочани жертвують, крім грошей, безліч коштовних речей, наприклад, каблучок, сережок, золотих і срібних монет, браслети і інше, які тут же на ікону і вішаються. Зібрані таким чином речі продавалися, а камені залишалися, і з цих каменів черниці вишили багатющу ризу». На місці висадженої у повітря Успенської церкви в 1936 році була побудована середня школа № 36. |            |
| Храм Різдва Богородиці                                         | в кінці вулиці Артема                                                     | Храм заклали в 1780 році переселенці з кримського Карасу-Базару. Церква Різдва Богородиці знаходилася в кінці Таганрозької вулиці (пізніше вул. Артема) на Спасо-Дем'янській площі (після 1917 року площа втратила своє найменування, а нині і зовсім зникає). Стіни і дзвіниця цього храму були із червоної цегли, а купол дерев'яний. Особливо шанованої була в цьому храмі ікона Косьми і Дем'яна, вивезена греками із Криму при переселенні. Не менш шанували парафіяни й ікону св. Параскеви, якій приписувалися чудодійні властивості. У церкві Різдва Пресвятої Богородиці хрестили А. І. Куїнджі, який став згодом видатним художником-пейзажистом. Тут же в 1875 році Архип Іванович вінчався з Вірою Леонтіївна Кечеджі-Шаповаловою. У першому пункті свого заповіту А. І. Куїнджі записав: «Різдво-Богородичній церкві в м. Маріуполі, в якій я був хрещений, 10000 (10000 руб.) На школу мого імені». Знищений храм у 1937 році. Після знищення цього храму на цій же площі в 1937 році було зведено середню школу № 11. |            |
| Цвинтарна церква в ім'я Всіх Святих                            | Старий цвинтар                                                            | Була найменшою з усіх маріупольських храмів. Перебувала на старому кладовищі — нині закритому, Її, кам'яну з дерев'яним куполом, побудували на кошти колезького реєстратора Кирила Матвійовича Калера. Церква була холодною (не опалювалася), приходу не мала, і спочатку її приписали до Харламіївського собору, Пізніше тут по суботах проводилося богослужіння. Церква В ім'я всіх святих розділила сумну долю маріупольських православних храмів: в 1930-ті роки вона була знищена. |            |
| Єлено-Костянтинівська церква, Маріуполь або Церква на Слобідці | Слобідка, на місці нинішньої середньої школи № 37                         | Слобідка молодше Маріуполя більше ніж на 60 років. Вона виникла в 1840-ті роки «самобудом». Селилися тут відставні, солдати, чому в народі називали її Солдатської слобідкою. Міська влада вела вперту боротьбу з самозабудовникам, поки граф Воронцов не узаконив цю частину Маріуполя. Внаслідок запізнілого «визнання» Слобідки довгий час православного храму тут взагалі не було. Про церкви на Слобідці не згадується ні в книзі «Маріуполь і його околиці» (1892), ні в джерелах 1908 року. Мабуть, це був самий «молодий» з дореволюційних маріупольських православних храмів. Побудований він, очевидно, між 1908 і 1917 роками. За деякими відомостями слобідська церква називалася Олено-Костянтинівською. На місці знесеного храму в 1930-ті роки вибудувана середня школа № 37. |            |

### Інші
| Назва                                   | Розташування          | Короткі відомості | Зображення |
| --------------------------------------- | --------------------- | --- | ---------- |
| Римсько-католицький костьол             | Італійська вулиця     | Закладений після «найвищого» затвердження будови в Гатчині імператором Миколою I 15 листопада 1853 року, богослужіння почалися 18 жовтня 1860 року. Костьол перебував на розі Торгової й Італійської вулиць, у її будівництві брав участь юний Архип Куїнджі. Зараз на цьому місці перебуває будинок звичайної будівлі, у якому розміщається дитячий садок. |            |
| Молитовня єврейської громади (синагога) | Харлампіївська вулиця | Спочатку відкрита в 1864 році на Харлампіївській вулиці, однак в 70-х роках XIX сторіччя єврейське населення Маріуполя стрімко зростало, і синагоги на Харлампіївській було вже недостатньо, щоб задовольнити потреби віруючих. На початку 1880-х років єврейська громада купила двір з будівлями на Георгіївській вулиці. Відкриття другої молитовні відбулося в 1882 році. З відкриттям цього й інших єврейських молитовень синагога на Харлампіївській стала називатися головною. Але йшли роки, синагога на Георгіївській усе більше благоустроювалася й стала хоральною, тобто головною. Будівля хоральної синагоги (біля краєзнавчого музею) була зруйнована в 1990-х роках. Зберігся будинок синагоги на вулиці Миколаївській (будинок № 28). Зараз у ньому розташований дитячий садок швейної фабрики. |            |